# Mangifera sumbawaensis
Espèce
Statut de conservation UICN

 VU (Needs updating) D2 : Vulnérable
Mangifera sumbawaensis est une espèce de plantes à fleurs du genre Mangifera de la famille des Anacardiaceae. Elle est endémique d'Indonésie.